# Compte d’affectation spéciale développement agricole et rural
Le compte d’affectation spéciale développement agricole et rural (CASDAR) a été créé par la loi no 2005-1719 du 30 décembre 2005, loi de finances pour 2006. Le CASDAR a pour objet de financer les actions de développement agricole et rural telles que définies par les articles L.820-1 à 3 et R.822-1 du code rural et de la pêche maritime et selon les priorités fixées par le PNDAR.

## Historique
De 1966 jusqu'en 2002, le développement agricole est financé par un Fonds national de développement agricole (FNDA) géré par l’Association nationale pour le développement agricole (ANDA). Ce fonds est alimenté par une dizaine de taxes parafiscales par filière sur les produits agricoles. L'ANDA est une structure de droit privé, cogérée par les pouvoirs publics et la profession agricole.
La loi de finances rectificative de 2002, crée un établissement public, l'Agence du développement agricole et rural (ADAR) qui succède à l'ANDA.
En 2006, l'Etat décide de faire gérer les fonds publics directement par ses services.

## Financement
Depuis l’année 2015, le CASDAR reçoit en recettes 100 %, contre 85 % jusqu’en 2014 inclus, du produit de la taxe sur le chiffre d’affaires des exploitants agricoles. Ces produits s’élèvent entre 130 et 140 millions d’euros entre 2015 et 2018, avec une variation liée à la variabilité du chiffre d’affaires des exploitations agricoles et financent deux programmes à parts égales : le programme 775 relatif au développement et transfert en agriculture et le programme 776 relatif à la recherche appliquée et l'innovation en agriculture.

## Fonctionnement
Deux directions du ministère de l’Agriculture sont chargées de l’orientation et de la gestion du CASDAR : il s’agit de la direction générale de l’enseignement et de la recherche (DGER) et de la direction générale de la performance économique et environnementale des entreprises (DGPE).
La DGER est responsable d'un programme concernant la recherche appliquée et innovation en agriculture (programme 776), relatif aux instituts techniques agricoles (ITA) qualifiés ainsi que les appels à projets.
La DGPE est responsable d'un programme concernant le développement et le transfert en agriculture (programme 775) relatif aux chambres d’agriculture, à Coop de France et aux autres organismes nationaux à vocation agricole et rurale (ONVAR).